# Ferrovia Brescia-Iseo-Edolo
La ferrovia Brescia-Iseo-Edolo è una linea ferroviaria isolata di proprietà della Regione Lombardia che collega la città di Brescia al lago d'Iseo e alla Val Camonica. Alla linea appartiene anche la diramazione Bornato-Rovato.
La ferrovia è gestita da Ferrovienord, mentre il servizio passeggeri è espletato da Trenord.

## Storia
| Tratto                          | Apertura         | Apertura |
| ------------------------------- | ---------------- | -------- |
| Brescia-Iseo (via Monterotondo) | 22 giugno 1885   |          |
| Iseo-Pisogne                    | 8 luglio 1907    |          |
| Pisogne-Breno                   | 30 dicembre 1907 |          |
| Breno-Edolo                     | 4 luglio 1909    |          |
| Rovato-Bornato-Iseo             | 3 settembre 1911 |          |
| Paderno-Bornato                 | 4 settembre 1911 |          |
| Manuale                         |                  |          |

### Primi progetti della Brescia-Iseo
L'esigenza di collegare le terre del lago d'Iseo alla ferrovia Milano-Venezia era presente fin dal 1859. In quell'anno risale la proposta dell'ingegnere Angelo Felino Luè per la costruzione di una ferrovia a trazione equina che collegasse Brescia a Iseo.
Fu solo agli inizi degli anni Settanta del XIX secolo che quest'esigenza sembrò concretizzarsi, soprattutto in concerto con la costruzione della Treviglio-Coccaglio, che la SFAI si era impegnata a realizzare durante la stesura della Convenzione del 1865. I progetti valutati allo scopo erano due: collegare Sarnico con Palazzolo sull'Oglio oppure Iseo con la stazione di Coccaglio.
Il 22 marzo 1872 settantadue comuni della Val Camonica, del lago d'Iseo, della Bassa Bresciana e di Soresina e Soncino inviarono una petizione ai ministeri dei lavori pubblici e delle finanze per sollecitare la costruzione della Treviglio-Coccaglio. Essi la giustificavano con l'esigenza di costruire due braccia ferroviarie che la completassero a nord e a sud. Esse erano la Iseo-Coccaglio e la Coccaglio-Chiari-Orzinuovi-Soncino-Soresina, che avrebbero favorito il collegamento tra Val Camonica e cremonese, migliorando i trasporti commerciali fra le due terre. Il 4 agosto dello stesso anno fu presentato alla Giunta di Rovato un progetto e un preventivo della Iseo-Rovato-Coccaglio, che prevedeva la costruzione di una stazione intermedia a Bettolino e il possibile prolungamento da Rovato verso Soresina.
Il municipio di Brescia, che era stato tra gli aderenti della petizione per la Treviglio-Coccaglio, il 10 agosto fece presentare un progetto alternativo alla Iseo-Coccaglio: la ferrovia a scartamento ridotto Brescia-Iseo. Lo studio, sviluppato dall'ingegner Ravelli, prevedeva di ridurre al minimo i costi dell'infrastruttura, affiancandola a strade già esistenti, dotandola di poche fermate in Franciacorta e facendola passare a Provezze per aggirare il colle Zurane. Il progetto, sebbene bocciato nei mesi successivi, dimostrò l'esistenza di un interesse alla costruzione di una ferrovia che collegasse Brescia al Sebino. Sorse un dibattito fra i fautori del collegamento a Coccaglio e di quello a Brescia, che terminò in sostanza quando fu rilasciata la concessione per la costruzione della ferrovia Palazzolo-Paratico nella seconda metà del 1873. Negli anni successivi, tuttavia, Iseo e Gabriele Rosa, un notabile di quella cittadina con diverse influenze a Roma, tentarono in ogni occasione pubblica di proporre la Iseo-Coccaglio o in alternativa la Iseo-Rovato.
Agli inizi del febbraio 1874 la Deputazione provinciale di Brescia approvò la costituzione di una commissione che si occupasse dello studio di nuove linee ferroviarie, in modo particolare la Brescia-Iseo. L'anno successivo, la provincia stanziò dei contributi per la costruzione di tre linee: la Brescia-Iseo, la Brescia-Parma e la Brescia-Salò-Trento. Salito Giuseppe Zanardelli al Dicastero dei Lavori Pubblici nel primo governo Depretis (1876-1878), l'iter procedurale per la costruzione delle tre ferrovie fu agevolato. Il 15 maggio 1876 i ministeri dei lavori pubblici e delle finanze stipularono una convenzione con l'ingegner Mantegazza e la Banca Popolare di Alessandria che riguardava la concessione per la costruzione e l'esercizio delle tre ferrovie. Nel settembre 1877 la concessione decadde perché il concessionario non aveva rispettato il termine ultimo per il versamento di quanto pattuito per ottenerla, causando notevoli imbarazzi a Zanardelli e alla Sinistra bresciana..

### Costruzione della Brescia-Iseo
Fu grazie all'approvazione della Legge 29 luglio 1879, n. 5002 che il progetto della ferrovia Brescia-Iseo poté essere ripreso. Con l'intervento di Zanardelli e grazie all'iniziativa della Deputazione di aumentare le elargizioni contributive per la sua costruzione, la linea fu inserita all'interno delle linee di terza categoria ed unita al progetto della Parma-Brescia, per via della sua breve lunghezza. Le province interessate, ovvero Parma, Brescia, Cremona e Mantova, chiesero la concessione per la sua costruzione e l'esercizio della stessa. La domanda fu però rigettata, perché le amministrazioni provinciali, in quanto Enti Morali, non potevano richiedere la concessione di ferrovie appartenenti alla terza categoria; il governo si fece quindi carico della costruzione della ferrovia franciacortina. La provincia di Brescia partecipò al finanziamento dei lavori sulla base della quota prevista per i contributi degli enti locali, in proporzione al chilometraggio interessato sul suo territorio dell'intera Parma-Brescia-Iseo.
I lavori della Brescia-Iseo rimasero di competenza della Provincia di Brescia, che li suddivise in quattro lotti:
- Brescia-Mandolossa;
- Mandolossa-Provaglio;
- Provaglio-Iseo
- abitato di Iseo[19].

I bandi di appalto uscirono nel 1881, mentre i lavori cominciarono l'anno successivo nel tratto da Iseo a Provaglio e a gennaio del 1883 su quelli restanti. La linea, lunga quasi 24 km, fu aperta al servizio pubblico il 22 giugno 1886 e inaugurata solennemente il giorno prima, in presenza dell'onorevole Zanardelli. La Società per le Ferrovie dell'Alta Italia (SFAI) gestì la linea per qualche giorno, poi la stessa fu esercita dalla Società Italiana per le Strade Ferrate Meridionali (SFM) a partire dal 1º luglio, perché, in base alla Convenzione del 1885, fece parte della Rete Adriatica.
Nel 1888, si conclusero i lavori per collegare la stazione di Iseo al porto.
Fin dall'inizio si evidenziarono i problemi dovuti ad una progettazione frettolosa. L'armamento era di 21 kg/m, inadeguato per i trasporti pesanti come i convogli militari e impediva alle locomotive a vapore di poter superare la velocità di 35 km/h. Il tracciato inoltre oltrepassava le Valli Sorde fra Provaglio e Passirano, salendo fino alla località Monterotondo. Le discrete pendenze di questa parte del tracciato dovevo venire affrontate dai convogli utilizzando locomotive di rinforzo.

### Progettazione della Iseo-Edolo

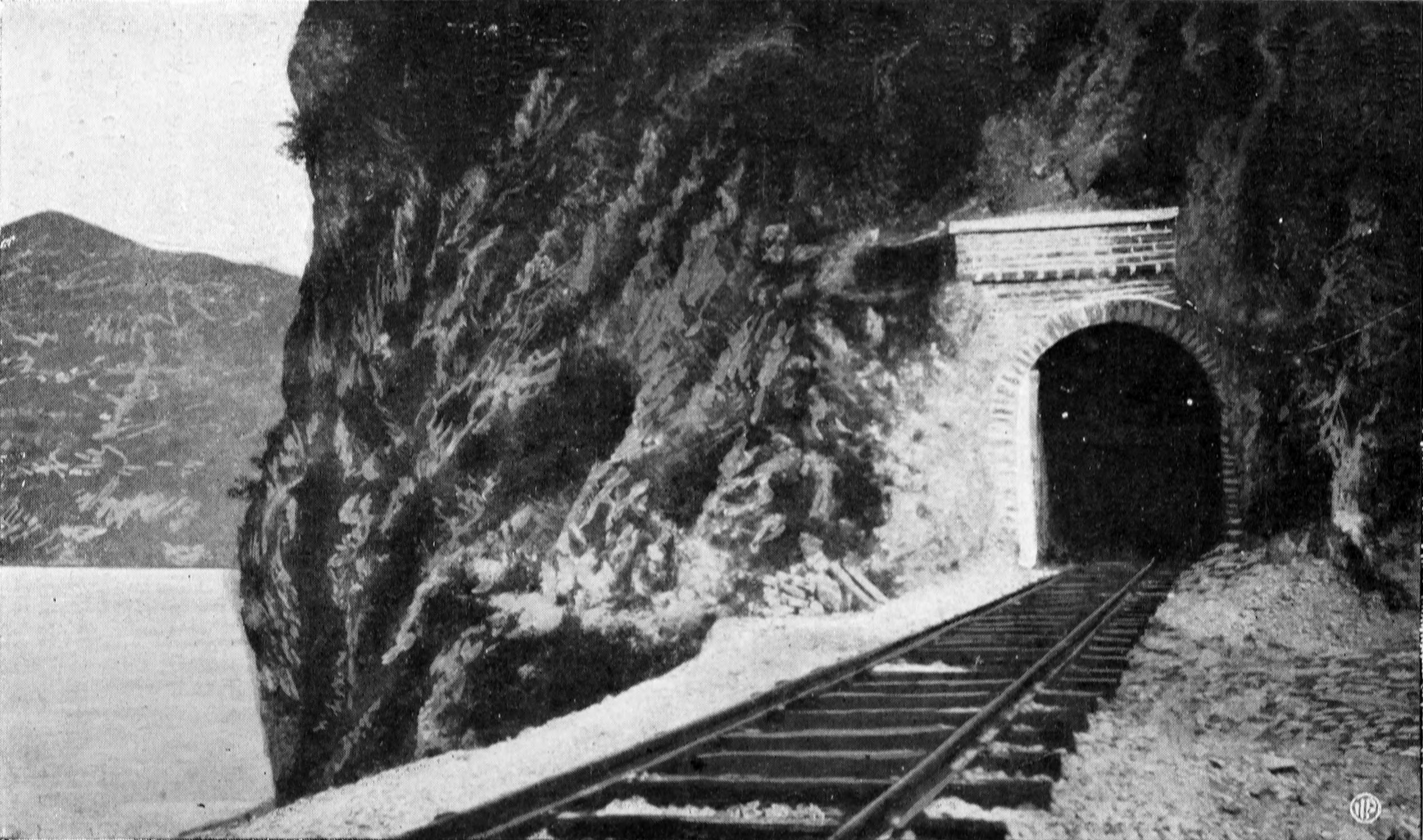
Ingresso di una galleria fra Vello e Toline.

L'interesse a prolungare la ferrovia in Val Camonica fu presente sia nella fase di progettazione sia in quella di costruzione della Brescia-Iseo. In particolare, nel 1882 fu presentato dagli ingegneri Damioli e Crespi il progetto di ferrovia Pisogne-Breno-Edolo a scartamento ridotto, su impulso di Giuseppe Tovini. Due anni dopo, l'Ufficio Tecnico della Provincia di Brescia presentò un nuovo progetto, basato sullo studio di Damioli e Crespi, che prevedeva la costruzione di una Iseo-Breno-Edolo a scartamento ordinario. Quest'ultima proposta fu presentata dalla Deputazione provinciale al governo, allo scopo di ottenere il finanziamento nell'ambito della Legge 29 luglio 1879, n. 5002, ma senza risultato, visto che in quel momento i fondi non ancora assegnati erano insufficienti.
La Provincia fece un secondo tentativo quando, con la Legge n. 3043 del 1885 nella quale si approvavano le nuove convenzioni ferroviarie, furono concessi ulteriori fondi per la costruzione di ferrovie di quarta categoria. Il progetto fu redatto dall'Ufficio Tecnico sulla base di quello del 1884, avvalendosi della collaborazione della Società Meridionale. Nonostante l'intervento di Zanardelli, la riduzione dei contributi per la costruzione di ferrovie, stabilita dalla Legge 24 luglio 1887, n. 4785, chiuse ogni possibilità.
Negli anni che seguirono si studiarono diversi progetti che potessero collegare Iseo a Breno e ad Edolo: utilizzando uno scartamento ridotto o quello normale da 1445 mm, affiancando il lago d'Iseo fino a Pisogne oppure preferendo il trasbordo via lago da Iseo a Lovere, preferendo il passaggio da Pisogne per Costa Volpino e Rogno, oppure dirigendosi direttamente verso Darfo.
A metà degli anni Novanta, la concomitante progettazione della ferrovia Albano-Lovere-Corna da parte della Provincia di Bergamo, poi scaturita nella costruzione della tranvia Lovere-Cividate Camuno, spinse la Deputazione bresciana ad optare per un percorso che interessasse solo il suo territorio. Nel 1896 fu affidata la concessione della Pisogne-Breno all'ingegnere Ronchi, ma essa poi decadde a seguito della Legge 27 dicembre 1896, n. 561, che riduceva la durata delle concessioni ferroviarie e vincolava l'erogazione dei contributi pubblici al momento dell'entrata in esercizio delle strade ferrate.
La situazione parve sbloccarsi dopo l'approvazione della Legge 30 aprile 1899, n. 168, che aveva incrementato il contributo chilometrico governativo a 5000 lire. L'amministrazione provinciale fece un ulteriore sforzo per incrementare i propri contributi e vi fu l'intervento di quasi tutti i comuni interessati. Il 29 settembre 1900, la Provincia di Brescia fece domanda al Ministero dei Lavori Pubblici per ottenere la concessione della ferrovia. Stando ad accordi fra la Provincia e l'ingegner Ronchi, questi avrebbe fornito il materiale rotabile e costituito una società che avrebbe gestito la linea. Come avvenne con la Brescia-Iseo, anche in questo caso il concessionario lasciò scadere i termini di presentazione della cauzione.
Per non lasciare decadere la concessione, la Provincia interpellò altre società ferroviarie, come la Società Veneta e la Società Nazionale Ferrovie e Tramvie (SNFT). La proposta di quest'ultima fu considerata ottimale per gli interessi della Provincia: l'11 luglio 1904 il consiglio provinciale bresciano approvò il passaggio della concessione alla Società Nazionale.
Il progetto della Iseo-Edolo fu affidato all'ingegner Luigi Conti Vecchi e fu suddiviso in tre lotti: Iseo-Pisogne, Pisogne-Breno e Breno-Edolo. I lavori iniziarono nei primi mesi del 1905, grazie ad un accordo tra provincia e la SNFT che permise di non dover attendere l'approvazione ministeriale, ottenuta solo il 21 gennaio 1906.
L'8 luglio 1907 fu inaugurato il primo tratto Iseo-Pisogne, mentre il prolungamento verso Breno fu inaugurato il 22 dicembre dello stesso anno, ma fu aperto al servizio pubblico solo il 30 dicembre. L'ultimo tronco fino a Edolo fu aperto al servizio pubblico il 4 luglio 1909 e inaugurato solennemente il 18 luglio 1909.

### Esercizio della Società Nazionale Ferrovie e Tramvie

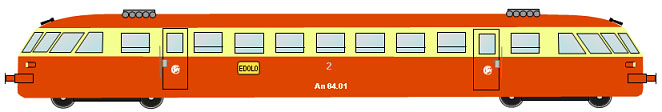
L'automotrice An64 in livrea giallo marte e beige azalea

A seguito della statalizzazione delle ferrovie varata dal ministero Giolitti, le Ferrovie dello Stato (FS) subentrarono alla SFM nel luglio 1905, ma si prevedeva la possibilità che la ferrovia Brescia-Iseo passasse a imprese private. Due anni dopo la Legge 7 luglio 1907, n. 429, articolo 1 stabilì la cessione della linea franciacortina alla SNFT. Il contratto fu stipulato l'11 luglio e approvato con apposito decreto del 21 agosto 1907, il quale si concretizzò il 1º novembre dello stesso anno.
Per aggirare il passaggio della linea a Monterotondo, che creava numerosi problemi ai treni merci, e quindi avere un collegamento più facile con la linea ferroviaria Milano-Venezia, fu costruita la Iseo-Rovato e, da questa, la Bornato-Paderno, entrambe progettate dall'ingegner Conti Vecchi. La prima tratta fu inaugurata il 3 settembre 1911, mentre la seconda verso la fine dell'anno. Il tronco tra Paderno e Iseo via Monterotondo rimase in funzione fino agli 1931, fu soppresso nel 1941 e disarmato dopo la Seconda guerra mondiale.
La Seconda guerra mondiale portò le sue devastazioni anche su questa linea. I bombardamenti distrussero il ponte sull'Oglio a Sonico e quello sul Mella presso Brescia. Furono inoltre danneggiati numerosi fabbricati. Il materiale rotabile fortunatamente non subì grossi danni, tanto che la linea poté essere ripristinata già verso la fine del 1945.
Il 17 luglio 1964 fu aperto il piazzale Ovest della stazione di Brescia, che sostituì il precedente magazzino della Grande Velocità: composto da un fabbricato autonomo e da un piazzale di tre binari, consentì alla SNFT di poter disporre di una struttura autonoma per la partenza dei suoi convogli.
Nel 1975 ebbe termine il servizio viaggiatori lungo la Bornato-Rovato Borgo.
Negli anni sessanta fu introdotto su carrozze e locomotori lo schema di coloritura a due tonalità che caratterizzerà la linea fino al 2000: il giallo Marte e il beige azalea.
Negli anni Ottanta, nonostante il clima di incertezza per l'approssimarsi della scadenza della concessione, la SNFT rinnovò il materiale rotabile, acquistando dalla Fiat le automotrici ALn 668 serie 120 e serie 130.

### Esercizio delle Ferrovie Nord Milano

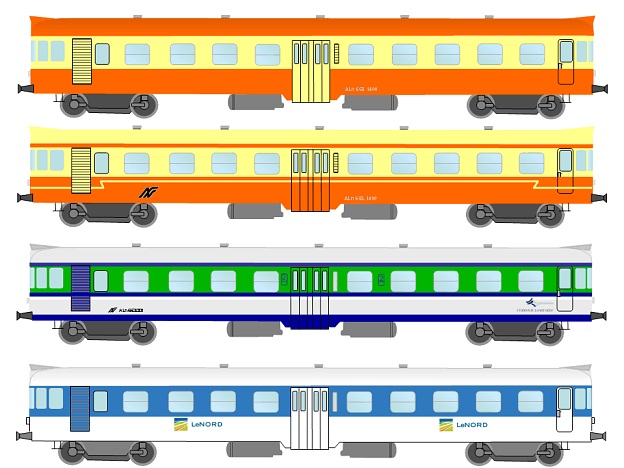
La ALn 668 serie 120 in diverse livree. Dall'alto verso il basso: SNFT, SNFT Brescia Nord, FNME Ferrovie Lombarde e LeNORD

Nel 1987, al termine della concessione e dopo mesi di incertezza sulla possibilità che la SNFT potesse ottenere un rinnovo, subentrò nella gestione della concessione il Consorzio Brescia Nord, formato dalla Provincia di Brescia, dalle Ferrovie Nord Milano e dalla stessa Società Nazionale.
Il nuovo partner consentì nuovi investimenti nel materiale rotabile con l'arrivo di una terza unità della serie 130 e l'ordine di acquisto di sei nuove unità che furono poi immatricolate nella serie 140.
Nel 1993, dopo che la FNM incorporò la SNFT ed acquisì l'intero pacchetto azionario del Consorzio, la gestione diretta della concessione passò alla Ferrovie Nord Milano Esercizio (FNME). Nell'aprile 1994, entrarono in esercizio le sei ALn 668 serie 140 e la FNME ordinò altre due unità che arrivarono l'anno seguente.
Verso la fine degli anni novanta, a seguito di una serie di gravi incidenti fra autoveicoli e treni – soprattutto l'incidente avvenuto a Calino il 30 dicembre 1996 – la FNME investì per il miglioramento delle infrastrutture allo scopo di incrementare la sicurezza della ferrovia.
Il 20 aprile 1998 si verificò uno smottamento di terra e roccia che investì i binari nei pressi della stazione di Darfo-Corna. L'esercizio della linea fu ripristinato nei giorni successivi su due tratti: tra Brescia e Darfo e dalla stazione di Cogno-Esine fino a Edolo. Per poter svolgere manutenzione regolare sui treni rimasti nella tratta a nord, fu riaperta la rimessa di Edolo. L'esercizio tornò regolare il 17 dicembre 1998.
Il 15 luglio 2000 furono revisionate le ALn 668 121 e 131 e la rimorchiata B.68.01: esse furono le prime ad essere dotate della livrea bianco-verde, tipica delle FNM. Dalle successive revisioni delle altre automotrici, la livrea SNFT sparì progressivamente.
Nel 2004, in ossequio alla normativa in materia di concessioni ferroviarie, la Regione Lombardia mise in gara la gestione del servizio passeggeri della linea e delle corse autobus ad essa associate nella Val Camonica. I problemi sorti durante la gara di assegnazione della gestione di un'altra linea ferroviaria regionale (la Suburbana S5) convinsero in seguito la Regione a congelare anche la gara per l'affidamento della Brescia – Edolo. Nello stesso anno avvenne la separazione dei rami d'azienda di FNME facenti capo al trasporto di passeggeri e di merci: il primo passò a Ferrovie Nord Milano Trasporti (poi LeNord) sulla base di un contratto di servizio stipulato con la Regione di durata triennale e alla scadenza rinnovato ogni anno a titolo provvisorio. A FNME, poi Ferrovienord, rimase la gestione degli impianti e delle stazioni.
Nella seconda metà degli anni 2000 il processo di ammodernamento si concentrò sul materiale rotabile e sul servizio ferroviario. Tra il 2007 e il 2008 LeNord, con il contributo della provincia di Brescia, restaurò dieci esemplari di ALn 668, serie 130 e 140, dotandoli anche di un impianto di condizionamento e di una livrea bianco-azzurra, che in seguito fu estesa alle restanti automotrici della serie 120 e alle rimorchiate Breda B68. Il 15 giugno 2008 fu introdotto in via sperimentale l'orario cadenzato su quasi tutte le direttrici passeggeri della ferrovia, il quale venne successivamente confermato nella stesura degli orari degli anni seguenti. Nel marzo 2009 furono consegnati due ATR 220 costruiti dalla Pesa Bydgoszcz, la cui entrata in servizio permise di completare il programma di esercizio introdotto in forma ridotta l'anno precedente.
Il 13 giugno 2010, grazie al sostegno della Provincia e della Regione Lombardia, fu riaperta al traffico passeggeri la diramazione Bornato-Rovato. Il successivo 13 agosto vennero riattivate le fermate intermedie di Rovato Città e Cazzago San Martino, poste sulla diramazione.
Per quanto riguarda la gestione del trasporto passeggeri, la Brescia-Iseo-Edolo seguì le vicende della rete Ferrovienord: LeNord esercì la linea per conto di Trenitalia LeNord (TLN) dall'ottobre 2009 fino ad aprile 2011, quando subentrò la nuova società con il nome di Trenord.

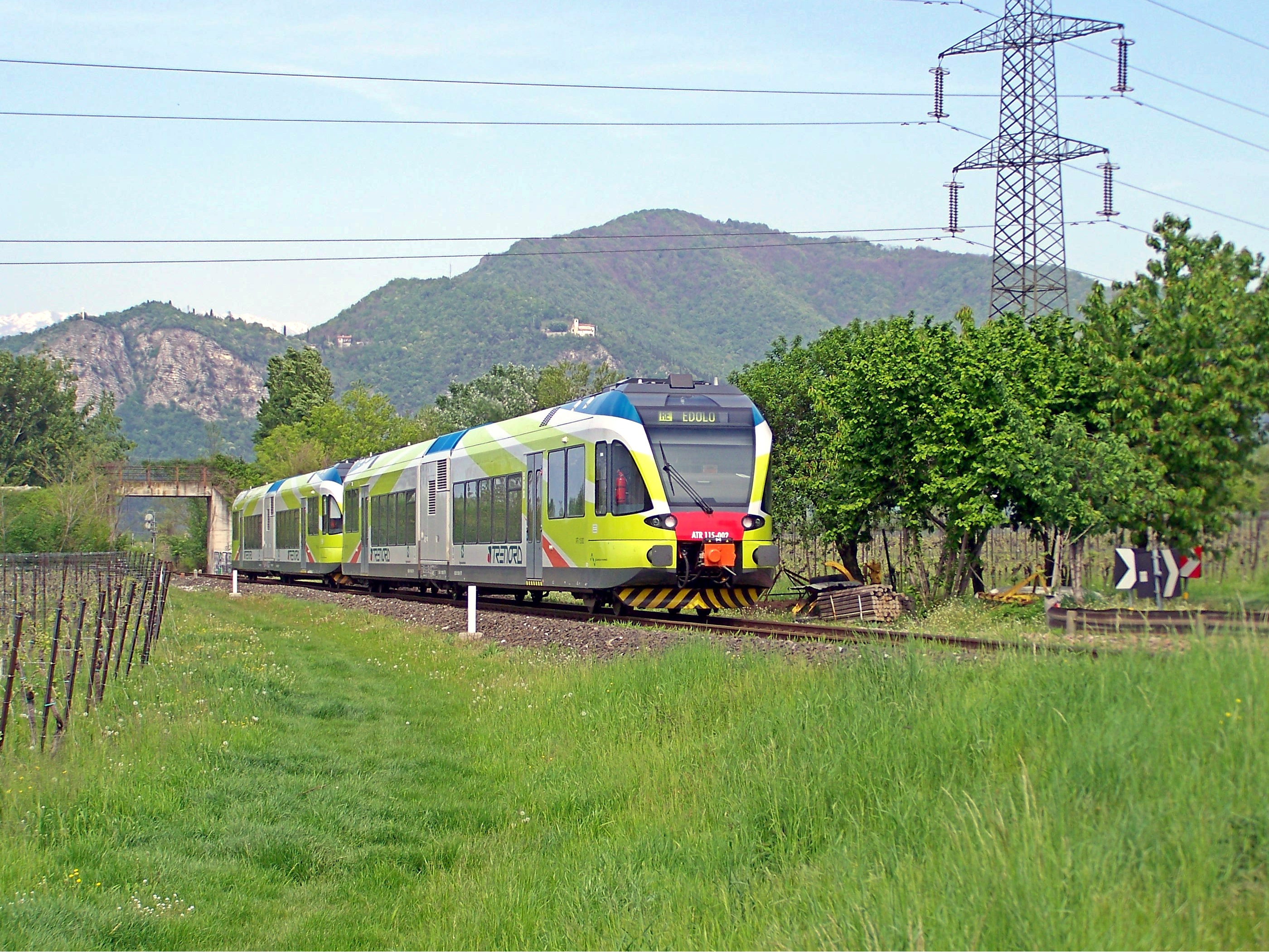
Coppia di ATR 115 a Borgonato.

Durante l'estate del 2011 arrivarono otto autotreni ATR 115 costruiti da Stadler, acquistati da LeNord con il contributo di provincia e Regione Lombardia.
Nel corso del 2015, i Pesa ATRIBO furono messi fuori servizio a causa di diversi problemi emersi negli anni in cui restarono in esercizio.
Il 1º febbraio 2016 arrivarono due autotreni ATR 125 costruiti da Stadler.
Nel dicembre 2018 fu soppresso il servizio sulla direttrice Iseo-Rovato.
Nel 2019, Ferrovienord decise di ridefinire la progressiva chilometrica a partire dai binari del piazzale ovest della stazione di Brescia. Prima di quella data, le progressive erano rimaste fedeli alle costruzioni originarie. Quella della linea tra il capoluogo e la stazione di Paderno Franciacorta dipendeva dall'asse centrale della stazione di Brescia, poi assumeva quella dell'originaria diramazione tra Paderno e Bornato-Calino, quindi quella della Iseo-Rovato, che aveva il chilometro zero presso la stazione di Rovato Borgo. A Iseo era posto il chilometro zero della linea per Edolo.
Il 10 dicembre 2023 fu aperta la fermata urbana di Brescia Violino, a servizio dei quartieri dei quartieri del Villaggio Violino e Villaggio Badia.
Il 13 febbraio 2025 presso la stazione di Rovato FN fu presentato il primo convoglio di treno alimentato a idrogeno, un Alstom Coradia iLint. Il convoglio effettuerà delle corse di prova sulla linea ferroviaria per ottenere le necessarie autorizzazioni all'esercizio pubblico, in vista del processo di conversione della trazione da diesel a idrogeno, programmato dal gruppo FNM con i finanziamenti ottenuti dall'amministrazione regionale lombarda.

## Caratteristiche
| Continuation backward |

|  | Unknown route-map component "ABZg+l" | Unknown route-map component "CONTfq" |

| Station on track |

|  | Unknown route-map component "ABZgl" | Unknown route-map component "CONTfq" |

| Station on track |

| Small bridge over water |

| Stop on track |

| Unknown route-map component "eHST" |

| Station on track |

| Stop on track |

| Unknown route-map component "exSTR+l" | Unknown route-map component "eABZgr+r" |  |

| Unknown route-map component "exLSTR" | Station on track |  |

| Unknown route-map component "exLSTR" | Unknown route-map component "ABZg+l" | Unknown route-map component "CONTfq" |

| Unknown route-map component "exLSTR" | Station on track |  |

| Unknown route-map component "exLSTR" | Station on track |  |

| Unknown route-map component "exLSTR" | Stop on track |  |

| Unknown route-map component "exSTRl" | Unknown route-map component "eKRZo" | Unknown route-map component "exSTR+r" |

|  | Unknown route-map component "eKRWg+l" | Unknown route-map component "exKRWr" |

|  |  | Unknown route-map component "eABZgl" | Unknown route-map component "exKDSTeq" | Pier |

| Unknown route-map component "KRW+l" | Unknown route-map component "xKRWgr" |  |

| Station on track | Unknown route-map component "exBHF" |  |

|  | Straight track | Unknown route-map component "exSTRl" | Unknown route-map component "exKDSTeq" | Pier |

| Stop on track |

| Stop on track |

| Station on track |

| Station on track |

| Stop on track |

| Enter and exit short tunnel |

| Enter and exit short tunnel |

| Stop on track |

| Station on track |

| Station on track |

| Unknown route-map component "eHST" |

| Small bridge over water |

| Station on track |

| Unknown route-map component "KRW+l" | Unknown route-map component "xKRWgr" |  |  |  |

| Stop on track | Unknown route-map component "exHST" |  |  |  |

| Unknown route-map component "KRWl" | Unknown route-map component "xKRWg+r" |  |  |  |

| Unknown route-map component "eHST" |

| Stop on track |

| Station on track |

| Station on track |

| Small bridge over water |

| Station on track |

| Unknown route-map component "eHST" |

| Stop on track |

| Station on track |

| Small bridge over water |

| Unknown route-map component "eHST" |

| Station on track |

| Small non-passenger station on track |

| Station on track |

| Small bridge over water |

| Stop on track |

| Small bridge over water |

| End station |

La linea è una ferrovia a binario semplice non elettrificato. Lo scartamento adottato è quello ordinario da 1435 mm.
Sulla linea è attivo il Comando Centralizzato del Traffico (CTC), per cui la circolazione dei treni è regolata dal Dirigente Centrale Operativo di Iseo, e il Sistema di supporto alla condotta (SSC). Il sistema di blocco è di tipo elettrico conta-assi.
Prima di ottobre 2008, la linea era gestita in regime di Dirigente Unico, con sede a Iseo, coadiuvato dai Dirigente Movimento presenti nelle stazioni classificate come principali, mentre quelle secondarie funzionavano in autocomando.

### Stazioni
La linea ferroviaria è dotata di trenta stazioni e fermate aperte al servizio passeggeri. A esse si aggiungono tre impianti posti lungo la diramazione Bornato-Rovato – Cazzago, Rovato Centro e Rovato FN – e sei fermate senza traffico passeggeri: Artogne-Gianico, Erbanno-Angone, Forno d'Allione, Mandolossa, Niardo-Losine e Sellero.
Esse sono gestite da Ferrovienord, che le ha distinte in tre categorie: stazioni principali, stazioni secondarie e fermate. La vecchia stazione di Iseo è ricompresa nell'area del deposito locomotive iseano, mentre il suo fabbricato viaggiatori viene utilizzato dal CRAL. Le stazioni della dismessa ferrovia passante per Monterotondo di Passirano sono diventate abitazioni private.
Le strutture dei fabbricati viaggiatori si presentano, invece, in cinque forme stilistiche diverse, le quali rispecchiano le esigenze di traffico che esse avrebbero dovuto soddisfare al momento della costruzione della linea. Pertanto non vi è corrispondenza fra la capacità ricettiva dell'edificio rispetto all'attuale classificazione.
Alcune stazioni sono dotate di uno scalo merci, composte da magazzino, piano caricatore e relativi binari di raccordo. In alcuni casi, l'edificio è stato ristrutturato e convertito da Ferrovienord ad altri usi, ma generalmente, visto il ridotto traffico merci, tali strutture si presentano in stato di abbandono.

### Percorso Brescia-Iseo-Edolo

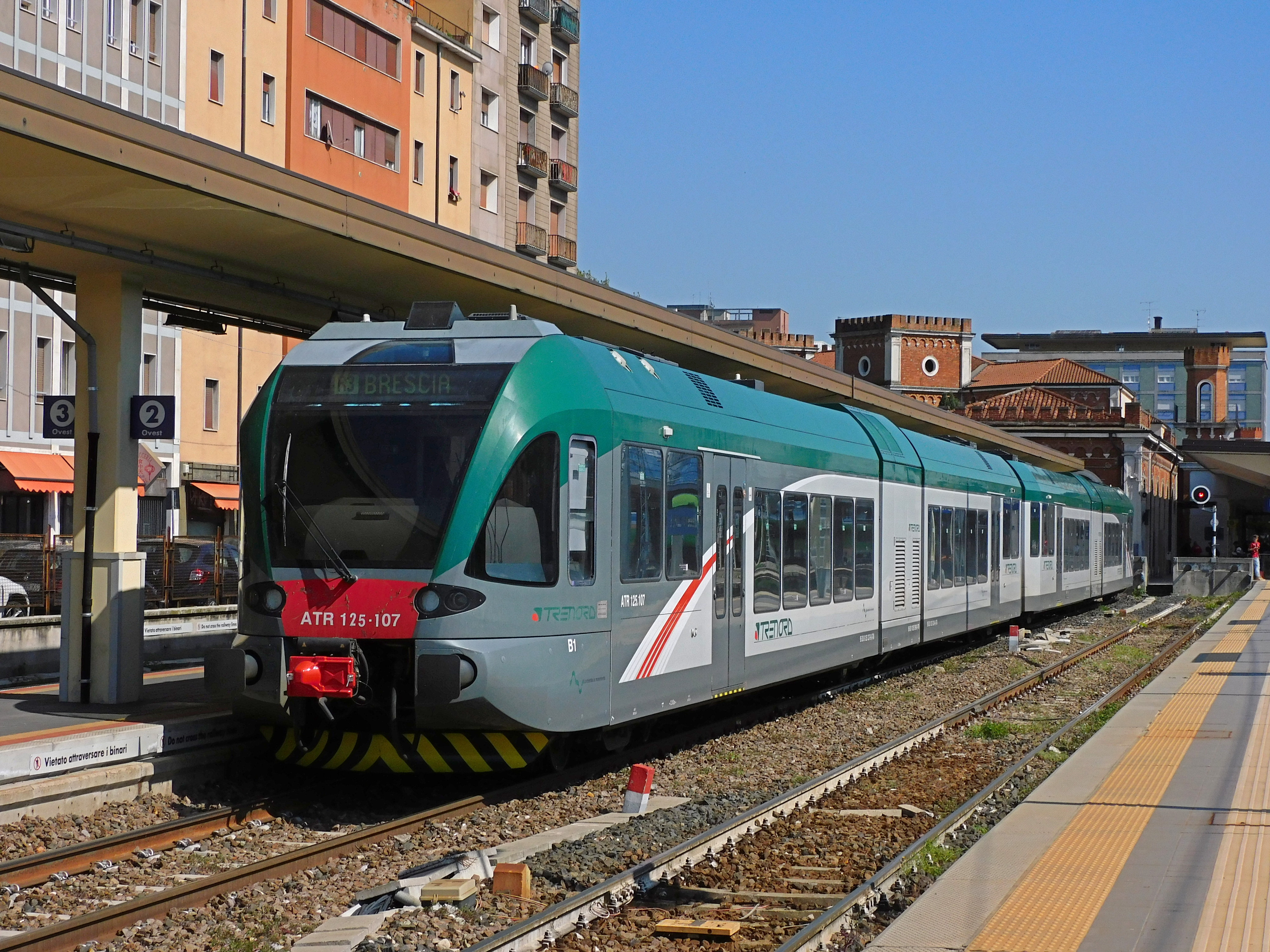
ATR 125 di Trenord in sosta sul piazzale ovest della stazione di Brescia.

La linea ferroviaria si diramava inizialmente dal piazzale principale della stazione di Brescia in direzione Milano per proseguire verso la dismessa area industriale di Porta Milano. Dal 1964, è stato costruito il piazzale ovest, anche indicato come Brescia FN, composto da tre binari, non raccordati al fascio principale.
Proseguendo verso nordovest, la ferrovia raggiunge la stazione di Brescia Borgo San Giovanni, dalla quale un tempo si diramava verso nordest un raccordo verso le fabbriche dell'Iveco e della INNSE. Dopo aver scavalcato il Mella, proseguendo in direzione ovest, arriva prima presso la fermata di Brescia Violino e poi presso la soppressa fermata di Mandolossa, uscendo in seguito dal territorio comunale del capoluogo di provincia.
Il tracciato piega decisamente verso nordovest, lambendo a nord gli abitati di Castegnato e di Paderno Franciacorta: il primo dotato di stazione, mentre il secondo di una fermata. Prima del 1932, da quest'ultimo scalo si diramava l'originaria ferrovia per Iseo, passante per Monterotondo di Passirano.
Da Paderno Franciacorta, la ferrovia piega verso ovest, passando a sud di Passirano, dotato anch'esso di stazioone, e attraversando la stretta valle di Calino, dove si trova la stazione di Bornato-Calino dalla quale si dirama la linea per Rovato FN.
Dopo Calino, il percorso si dirige verso nord, lambendo a est sia l'abitato di Borgonato, servito da una stazione, sia la Riserva naturale Torbiere del Sebino nei pressi del quale sorge la fermata di Provaglio-Timoline. Dirigendosi verso nord, affianca il Monastero di San Pietro in Lamosa e quindi raggiunge Iseo dove si trova la stazione e il deposito locomotive.

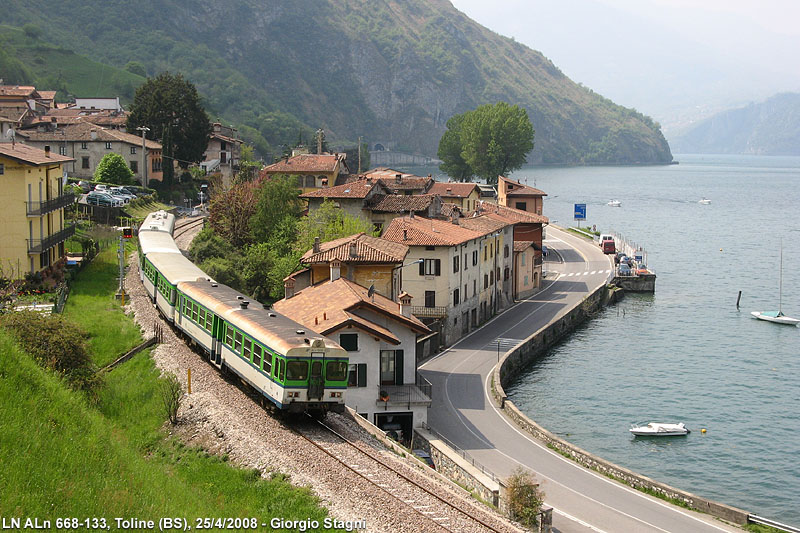
Composizione di ALn 668 e rimorchiate in transito a Toline

Dopo Iseo, la ferrovia intraprende il percorso aperto dalla SNFT tra il 1907 e il 1909 e inizia l'affiancamento del Lago d'Iseo. Dirigendosi verso nordest giunge alla fermata di Pilzone e alla stazione di Sulzano, a servizio dell'omonimo comune. Il tracciato vira verso settentrione e attraversa gli abitati di Sale Marasino e Marone, entrambi serviti da altrettante stazioni.
Giunta a Vello di Marone, la ferrovia prosegue in direzione nord, sottopassando la Corna Trentapassi grazie a diciotto gallerie, per arrivare a Toline. Da qui proseguendo verso nordest, giunge a lambire a ovest l'abitato di Pisogne, abbandonando il lago e arrivando all'omonima stazione, capolinea ferroviario da luglio a dicembre 1907.
Da Pisogne, la ferrovia inizia il suo percorso in Valle Camonica, affiancando il parte la strada provinciale II Pisogne-Darfo per giungere nei pressi della stazione di Darfo-Corna e quindi della fermata a servizio della località termale di Boario. Proseguendo sempre verso nordest, il tracciato ferroviario tocca gli abitati di Pianborno e di Piancogno, entrambi serviti dalla fermata di Pian di Borno, e Cogno, servito dalla stazione di Cogno-Esine.
La stazione di Cividate-Malegno prende il nome dai comuni di Cividate Camuno e di Malegno lambiti dalla linea rispettivamente a nord e a est. Dopo Malegno, la ferrovia piega verso est e giunge alla stazione di Breno, a servizio dell'omonima città e capolinea provvisorio della linea tra dicembre 1907 e luglio 1909.

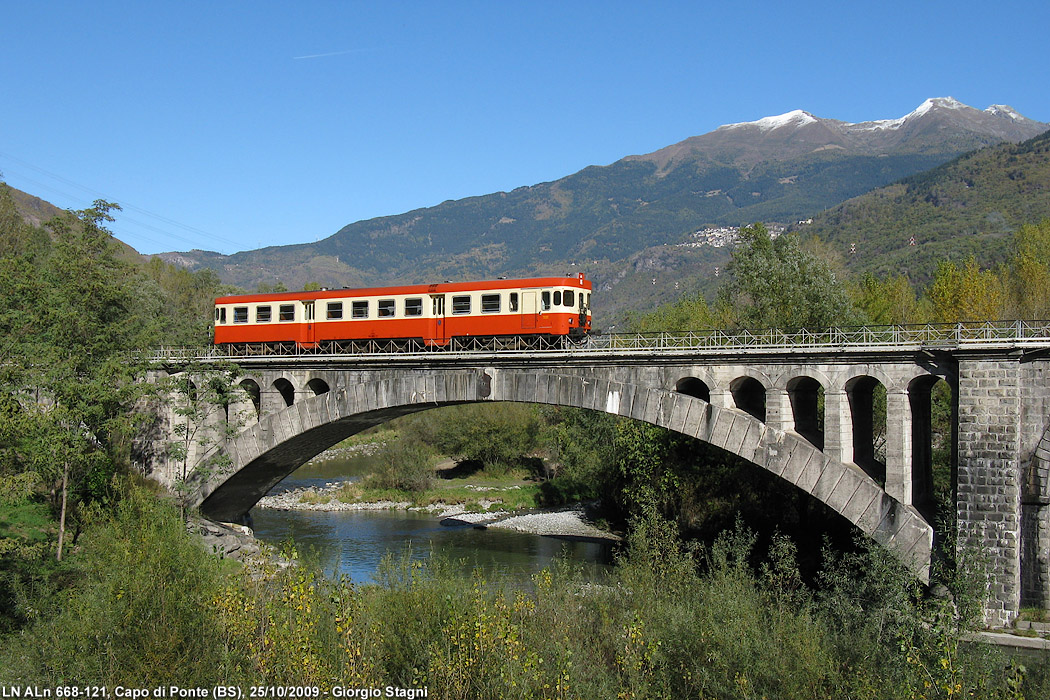
L'ALn 668.121 in transito sopra il ponte sull'Oglio di Sonico

Proseguendo verso nord, la ferrovia tocca le fermate di Niardo-Losine e di Ceto-Cerveno per poi attraversare l'abitato di Capo di Ponte, servito dall'omonima stazione. Prima di giungere a Sellero, servito dall'omonima fermata, la ferrovia era raccordata con la fabbrica siderurgica della Riva. Dopo la stazione di Cedegolo, a servizio dell'omonimo comune, inizia il tratto più acclive della linea, con pendenze superiori del 20‰: la ferrovia piega a ovest per raggiungere la fermata di Forno d'Allione e quindi verso nord, attraversando l'abitato di Malonno, dotato di stazione.
Risalendo a fianco del corso dell'Oglio, la ferrovia giunge alla fermata di Sonico e poi al capolinea di Edolo.

### Diramazione Bornato-Rovato
| Continuation backward |

| Station on track |

|  | Unknown route-map component "ABZgl" | Unknown route-map component "CONTfq" |

| Unknown route-map component "eHST" |

| Unknown route-map component "eHST" |

| Station on track |

|  | Unknown route-map component "eABZgl" | Unknown route-map component "exSTR+r" |

| Unknown route-map component "CONTgq" | Station on transverse track | Unknown route-map component "ABZql" | Unknown route-map component "xKRZu" | Unknown route-map component "CONTfq" |

|  |  | Unknown route-map component "exCONTf" |

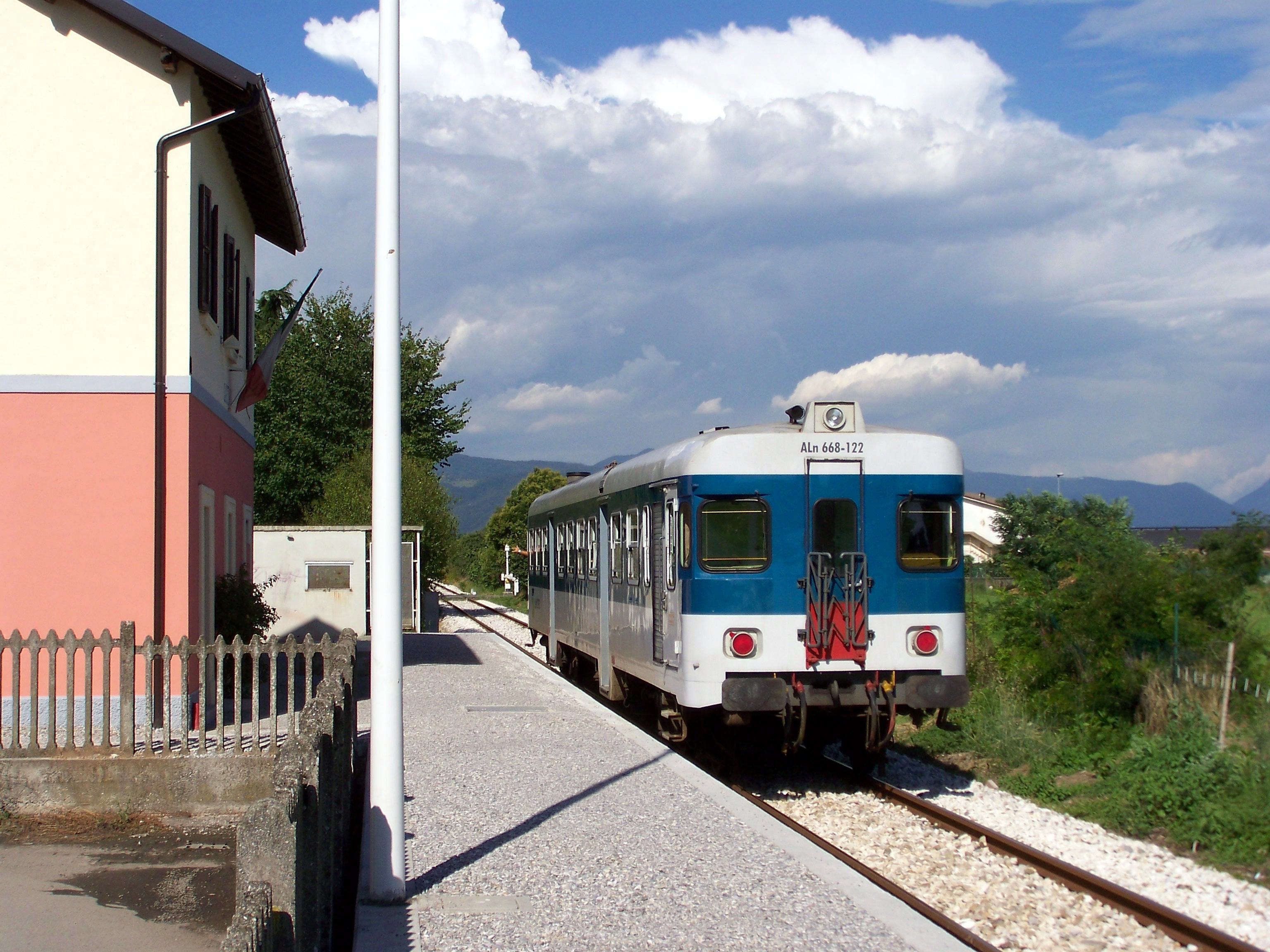
L'ALn 668.122 in sosta alla fermata di Cazzago

La diramazione Bornato-Rovato è quanto rimane dell'originaria ferrovia Cremona-Iseo.
La ferrovia si dirama presso il primo binario della stazione di Bornato-Calino per proseguire in direzione sud, lambendo a ovest l'abitato della frazione Costa di Cazzago San Martino, e quindi piegando a sudovest per giungere alla fermata di Cazzago San Martino.
Sottopassata l'Autostrada A4, la ferrovia entra nell'abitato di Rovato. La Rovato Centro, ex Rovato Città, si trova nei pressi del centro storico e poco a nord si trovava il raccordo con l'Eural Gnutti. Proseguendo verso sud, la linea attraversa a raso la Strada Statale 11 Padana Superiore e giunge al piazzale di Rovato FN, già Rovato Borgo, raccordato alla ferrovia Milano-Venezia.
Tra il 1932 e il 1956, da Rovato Borgo, la ferrovia proseguiva con una doppia curva in direzione est per sottopassare la Milano-Venezia e proseguire in direzione di Soncino e Cremona.

### Percorso Brescia-Iseo (1885-1941)
|  |  | Continuation backward |

|  |  | Station on track |

| Pier | Unknown route-map component "exKDSTa" | Straight track |

|  | Unknown route-map component "exBHF" | Straight track |

|  | Unknown route-map component "xKRWg+l" | Unknown route-map component "KRWr" |

| Pier | Unknown route-map component "exKDSTaq" | Unknown route-map component "eABZg+r" |  |  |

|  | Unknown route-map component "xKRWgl" | Unknown route-map component "KRW+r" |

|  | Unknown route-map component "exSTR" | Unknown route-map component "LSTR" |

| Unknown route-map component "STR+l" | Unknown route-map component "xKRZu" | One way rightward |

| Unknown route-map component "LSTR" | Unknown route-map component "exBHF" |  |

| Unknown route-map component "LSTR" | Unknown route-map component "exHST" |  |

| Unknown route-map component "LSTR" | Unknown route-map component "exHST" |  |

| Unknown route-map component "LSTR" | Unknown route-map component "exBHF" |  |

| One way leftward | Unknown route-map component "xABZgxr+r" |  |

| Stop on track |

| Station on track |

| Unknown route-map component "eHST" |

| Unknown route-map component "hKRZWae" |

| Stop on track |

| Unknown route-map component "CONTgq" | Unknown route-map component "ABZg+r" |  |

| Station on track |

| Continuation forward |

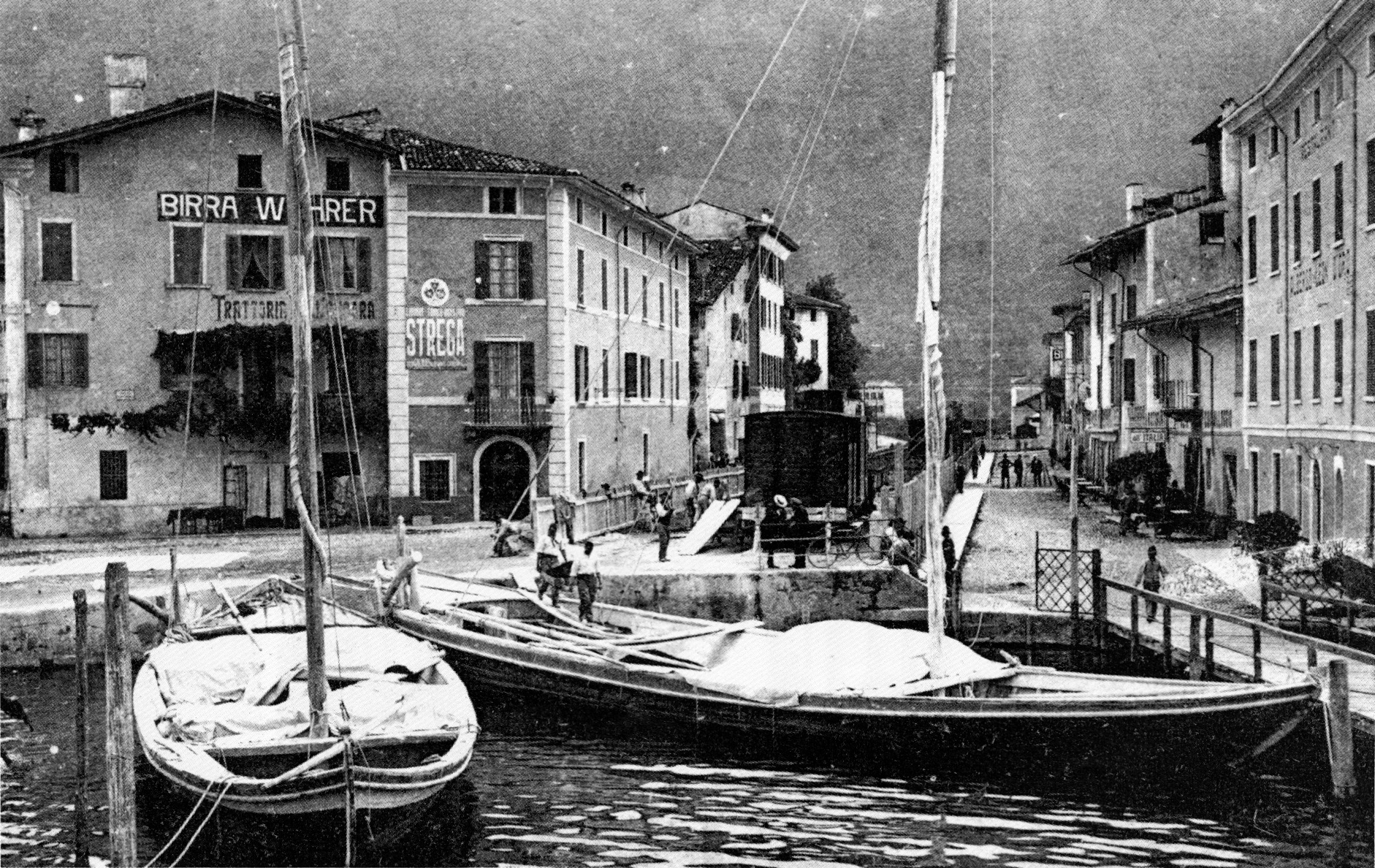
Il vecchio imbarcadero di Iseo, termine della linea

L'originaria ferrovia per Iseo passava per Monterotondo di Passirano: a Paderno Franciacorta proseguiva in direzione nordovest verso Passirano, il quale era servito da una stazione, denominata Passirano Superiore a seguito dell'apertura del raccordo Bornato-Paderno.
Dopo Passirano Superiore, la ferrovia iniziava un percorso con una pendenza superiori al 25‰ dovendo affrontare la salita sul colle di Monterotondo grazie a una serie di curve. Sul culmine e su un tratto comunque scavato in trincea, si trovava la fermata di Monterotondo Bresciano.
Oltrepassato il paese di Monterotondo, la linea iniziava la discesa verso Borgonato, anche in questo caso affrontando pendenze superiori del 25‰ grazie a una serie di curve. Nei pressi di un casello ferroviario fu istituita una fermata apposita. La ferrovia si dirigeva quindi verso nord, lambendo a ovest l'abitato di Provaglio d'Iseo, che era servito da una stazione.
Dopo Provaglio iniziava un altro percorso in trincea che passava a est del Monastero di San Pietro in Lamosa. La linea piegava verso nordovest, venendo sovrappassata dalla ferrovia Rovato-Iseo, poi diventata la linea principale, quindi affiancava a ovest le Torbiere del Sebino. Dirigendosi poi verso nordest, la ferrovia raggiungeva la vecchia stazione di Iseo, capolinea fino al 1907. Il binario proseguiva al centro dell'attuale via Repubblica come raccordo per l'imbarcadero a servizio del porto iseano.
Nel 1907, la vecchia stazione fu sostituita dall'attuale dalla quale era possibile proseguire verso la Valle Camonica.

## Traffico

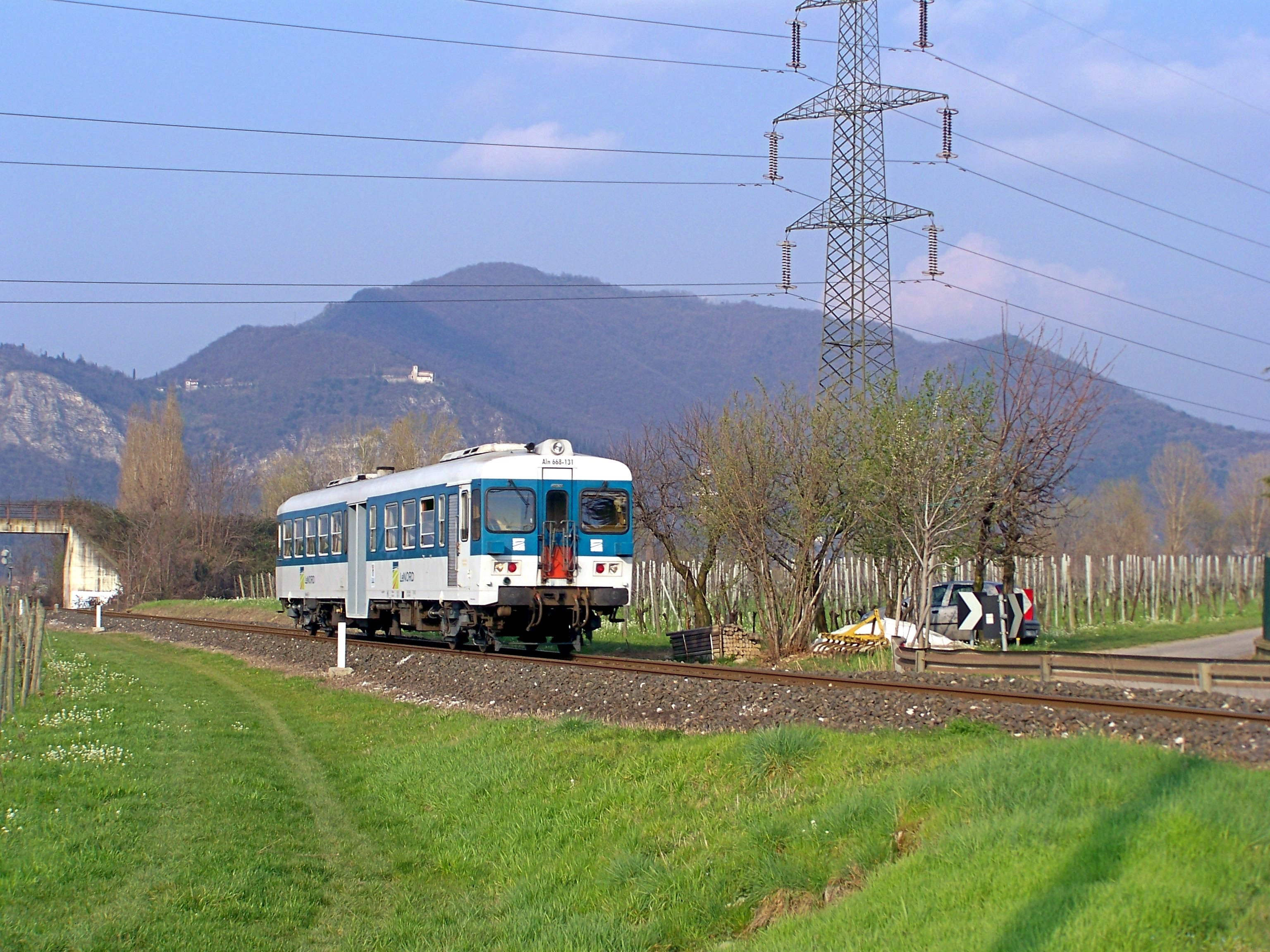
Un'automotrice ALn 668 mentre transita sulla linea a Borgonato.

Il trasporto passeggeri è effettuato da Trenord. Sono impiegate automotrici ALn 668 serie 130 e ALn 668 serie 140 ed autotreni ATR 115 e ATR 125.
Secondo gli orari del 2024, il servizio viene espletato su tre relazioni:
- RegioExpress (RE) Brescia-Edolo, cadenzati ogni due ore;
- Regionali (R) Brescia-Edolo, cadenzati ogni due ore e intervallati di circa un'ora rispetto ai precedenti.
- Regionali Brescia-Iseo, cadenzati ogni due ore.

Sono inoltre effettuati treni turistici, come il Treno dei Sapori.